# Zhe'ai
Zhe'ai (kinesiska: 者隘乡, 者隘) är en socken i Kina. Den ligger i den autonoma regionen Guangxi, i den södra delen av landet, omkring 360 kilometer nordväst om regionhuvudstaden Nanning.
Genomsnittlig årsnederbörd är 1 390 millimeter. Den regnigaste månaden är juni, med i genomsnitt 336 mm nederbörd, och den torraste är februari, med 15 mm nederbörd.